# ペドロ・モヤ・デ・コントレラス

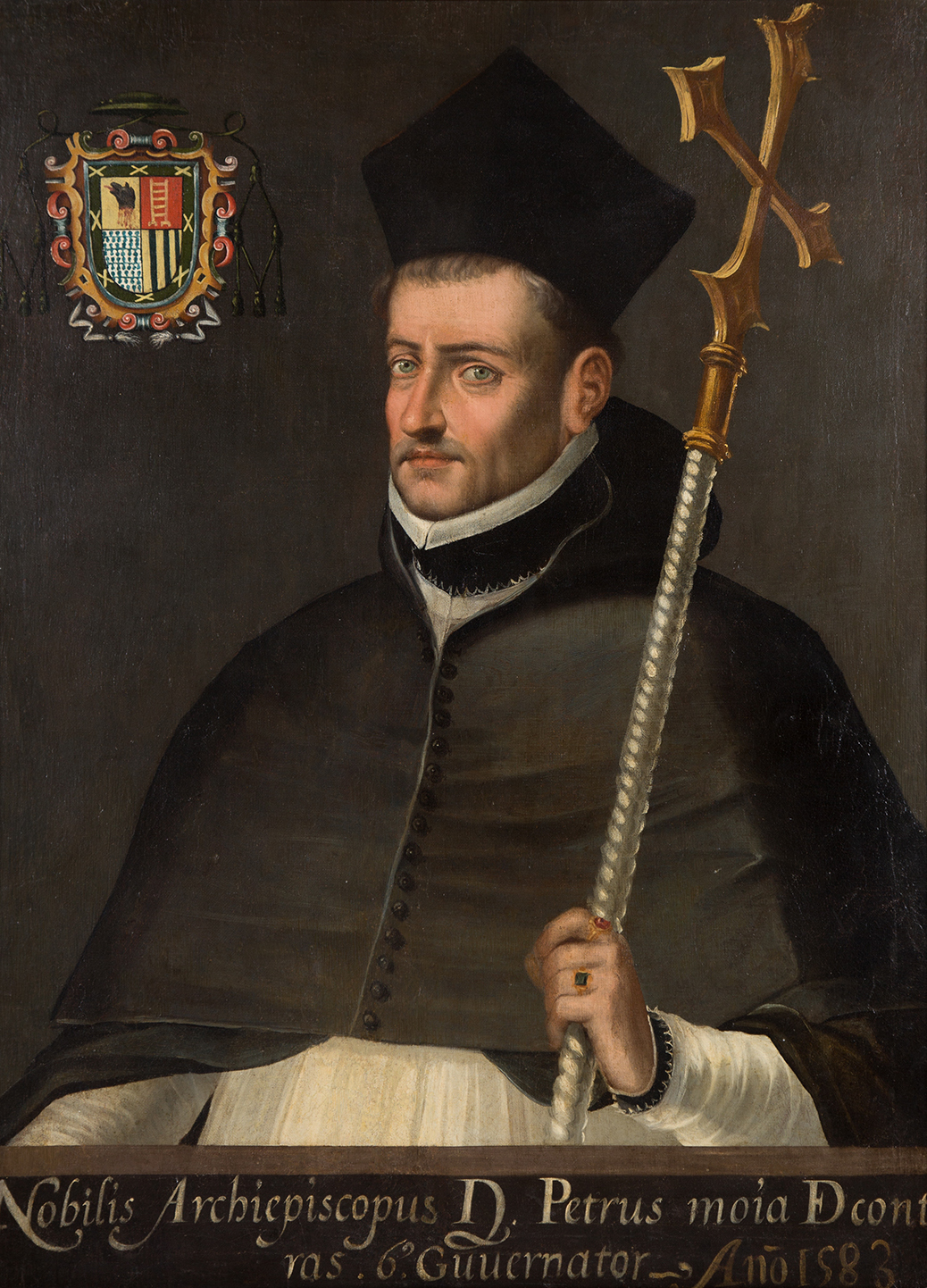
ペドロ・モヤ・デ・コントレラス

ペドロ・モヤ・デ・コントレラス（Pedro Moya de Contreras、1520年ごろ - 1591年12月21日）またはペドロ・デ・モヤ・イ・コントレラス（Pedro de Moya y Contreras）は、スペインの聖職者、政治家。ヌエバ・エスパーニャの初代異端審問官、第3代メキシコ大司教（1573-1589年）、第6代ヌエバ・エスパーニャ副王（1584-1585年）、監査官（1584-1586年）、インディアス枢機会議長官などを歴任した。

## 生涯
モヤはコルドバ県ペドローチェの貴族の家庭に生まれた。彼の叔父であるアシスクロ・デ・モヤ・イ・コントレラスはビック司教としてトレント公会議に出席し、後にバレンシア大司教に任命された。
青年時代にインディアス枢機会議長官であるフアン・デ・オバンドに仕え、サラマンカ大学で博士の学位を取得した。その後カナリア諸島の大聖堂の校長、ついでムルシアの異端審問官を歴任した。
フェリペ2世は宗教改革の動きがヌエバ・エスパーニャに飛び火することを恐れ、1570年にモヤをヌエバ・エスパーニャの異端審問官に任命した。モヤは1571年にメキシコシティに到着した。当時のメキシコ大司教アロンソ・デ・モントゥファル (Alonso de Montúfar) はすでに老齢だったため、モヤは大司教の仕事を兼任し、モントゥファルが死ぬと後継の大司教に任命された。このことによってモヤは非常に大きな権力を持つようになった。
異端審問官としてモヤはカトリックに批判的な書物を差し押えた。1574年に最初のアウト・デ・フェを行った。
モヤは先住民にキリスト教の教義・読み書き・歌・実業を教えるための教育機関を設立した。また教会の建設と修復も行った。モヤはいくつかの女子修道院の設立に寄与した。モヤは先住民と話すためにナワトル語を学んだ。
1584年にアウディエンシアと大学の監査官(visitador)に任命された。さらに第5代副王のコルーニャ伯爵ロレンソ・スアレス・デ・メンドーサが急死したため、1584年9月25日から新たな副王としてビリャマンリケ侯爵アルバロ・マンリケ・デ・スニガが赴任する1585年10月16日まで臨時にヌエバ・エスパーニャ副王を兼ねた。
モヤはトレント公会議の決定をヌエバ・エスパーニャにおいて施行するための第3メキシコ公会議を1584年から1585年にかけて開催した。この会議では先住民が深刻な状況にあることが問題視され、先住民の尊重と奴隷化の禁止を宣言した。また先住民すべてが宗教的な教育を施される必要があるとされた。
1589年にスペインに帰国した。帰国するにあたって彼は財産の大部分を大聖堂・病院・教区・修道院などに寄贈した。帰国後、フェリペ2世は彼をインディアス枢機会議長官に任命した。
1591年にマドリードで貧困のうちに没した。彼の葬儀の費用と債務の返済は国費によってまかなわれた。